# 陳恩普
陳 恩普（ちん おんふ）は、中華民国の司法官、政治家。江蘇省呉県（現在の蘇州市）の人。

## 事跡
汪兆銘（汪精衛）の南京国民政府において、司法関係の地位に就いた人物である。1944年（民国33年）3月、特別法庭（特別法廷）庭長、最高法院検察長、刑務署長兼保護司司長となった。7月、司法行政部長張一鵬の死に伴い、陳恩普が後任の部長となった。翌年1月、国民政府政務参賛に異動した。
日本敗北後の消息は不明である。